# Hans Kelsen
Hans Kelsen (Praag, 11 oktober 1881 – Orinda, 19 april 1973) was een Oostenrijks-Amerikaanse jurist. Hij is bekend geworden door zijn bijdragen op het gebied van staatsrecht, internationaal recht en algemene rechtstheorie. 

Hij was de belangrijkste rechtspositivist van de 20e eeuw, dit is de zuivere rechtsleer (de Reine Rechtslehre), dat alleen de feitelijk geschreven of uitgevoerde wettelijkheid laat gelden zoals zij fungeert als machtsmiddel in empirische staten of bestaande maatschappijvormen. Van de ethische grondslag van het eigenlijke recht (natuurrecht) wordt daarbij afgezien.   

## Biografie
Kelsen werd geboren in Praag. Met zijn Joodse ouders verhuisde hij op tweejarige leeftijd naar Wenen. Na rechten gestudeerd te hebben aan de Universiteit van Wenen publiceerde hij in 1906 zijn eerste werk: Hauptprobleme der Staatsrechtslehre. In 1912 trouwde Kelsen met Margarete Bondi, met wie hij twee dochters kreeg. Vanaf 1919 was hij hoogleraar aan de Weense universiteit en rechter in het constitutionele hof. Een jaar later kreeg Kelsen van staatskanselier Karl Renner de opdracht een nieuwe grondwet te schrijven voor Oostenrijk. Deze grondwet vormt nog steeds de basis van de huidige Oostenrijkse grondwet.
Vanaf 1925 werkte Kelsen bij het Constitutionele Hof van Oostenrijk; vanwege meningsverschillen werd hij daar in 1930 ontslagen. Sedertdien was hij hoogleraar aan de Universiteit van Keulen, maar toen na drie jaar de nazi's aan de macht kwamen, werd hij ook daar ontslagen en verhuisde hij naar het Zwitserse Genève. In 1940 verhuisde Kelsen naar de Verenigde Staten, waar hij in 1942 onderwijs ging geven aan de Harvard Law School en drie jaar later aan de Universiteit van Californië, Berkeley.

## Publicaties (selectie)
- Die Staatslehre des Dante Alighieri (Wenen, Leipzig, 1905)
- Reine Rechtslehre: Einleitung in die rechtswissenschaftliche Problematik (Leipzig, 1934)
  - Introduction to the Problems of Legal Theory (Oxford, 1992, vertaald door S.L. Paulson en B.L. Paulson)
- Vom Wesen und Wert der Demokratie (Tübingen, 1920)
- Allgemeine Staatslehre (Wenen, 1925, en herdr.)
- Der soziologische und der juristische Staatsbegriff: kritische Untersuchung des Verhältnisses von Staat und Recht (Aalen, 1928)
- General Theory of Law and State (New York, 1945, vertaald door A. Wedberg)
- Reine Rechtslehre: Einleitung in die rechtswissenschaftliche Problematik. Mit einem Anhang: Das Problem der Gerechtigkeit (2e druk, Wenen, 1960)
  - Pure Theory of Law (Berkeley 1967, vertaald door M. Knight)
- Aufsätze zur Ideologiekritik (Neuwied am Rhein, 1964)
- Marx oder Lasalle: Wandlungen in die politische Theorie des Marxismus (Darmstadt, 1967)
- Demokratie und Sozialismus: ausgewählte Aufsätze (Wenen, 1967)
- Allgemeine Theorie der Normen (Wenen, 1979)
- Vergeltung und Kausalität: eine soziologische Untersuchung (Wenen, 1982)
- Die Illusion der Gerechtigkeit: eine kritische Untersuchung der Sozialphilosophie Platons (Wenen, 1985)

Belangrijk artikel: 
- Die Entstehung des Kausalgesetzes aus dem Vergeltungsprinzip, in: The Journal of Unified Science (Erkenntnis), Vol. VIII, 1939-40.